# Verbascum tauricum
Verbascum tauricum är en flenörtsväxtart som beskrevs av William Jackson Hooker. Verbascum tauricum ingår i släktet kungsljus, och familjen flenörtsväxter. Inga underarter finns listade i Catalogue of Life.